# Dieter Hoffmeier
Dieter Hoffmeier (* 10. Mai 1932 in Magdeburg; † Anfang Januar 2023) war ein deutscher Theaterwissenschaftler.

## Leben
Ab 1950 studierte er am Deutschen Theater-Institut in Weimar-Belvedere und erwarb den Diplom-Abschluss 1954 an der Theaterhochschule in Leipzig. Nach der Promotion zum 1963 Dr. phil. an der Ernst-Moritz-Arndt-Universität Greifswald erfolgte 1974 Berufung nach Berlin als Mitbegründer des Instituts für Schauspielregie der DDR. 1988 erwarb er die Habilitation zum Dr. sc. an der Humboldt-Universität Berlin.

## Schriften (Auswahl)
- Ästhetische und methodische Grundlagen der Schauspielkunst Friedrich Ludwig Schröders. Mit einem Anhang ausgewählter Quellen aus der Zeit Schröders. Dresden 1955.
- Die Einbürgerung Shakespeares auf dem Theater des Sturm und Drang. Probleme der Dramaturgie und Schauspielkunst beim Herausbilden des bürgerlichen deutschen Nationaltheaters. Greifswald 1963.
- Über das Handeln des Schauspielers auf der Bühne. Berlin 1972.
- Anreger – Wegsucher – Entdecker. Geschichtliches Verdienst und Gegenwartsbedeutung Conrad Ekhofs. Berlin 1972.